# 汉风街道
汉风街道是中华人民共和国江苏省徐州市云龙区下辖的一个街道办事处2020年4月17日，从大龙湖街道析出张屯、大韩、赵武、蝶梦、昆仑、太行路6个居委会设立汉风街道办事处。以昆仑大道以北、大郭庄街道以东、翠屏山街道以南、大庙街道以西的区域为汉风街道的行政区域。

## 行政区划
汉风街道下辖以下村级行政区划单位：
蝶梦社区、昆仑社区、太行路社区、张屯村、大韩村、赵武村。